# 꼬리샘자유꼬리박쥐
꼬리샘자유꼬리박쥐(Chaerephon bemmeleni)는 큰귀박쥐과에 속하는 박쥐의 일종이다. 부르키나 파소와 카메룬, 중앙아프리카공화국, 차드, 콩고민주공화국, 코트디부아르, 기니, 기니비사우, 케냐, 라이베리아, 말리, 나이지리아, 르완다, 세네갈, 시에라리온, 남수단, 탄자니아, 우간다에서 발견된다. 자연 서식지는 아열대 또는 열대 기후 지역의 습윤 산지림과 건조 사바나 지역, 동굴이다. 서식지 감소로 위협을 받고 있다.